# 北上尾駅

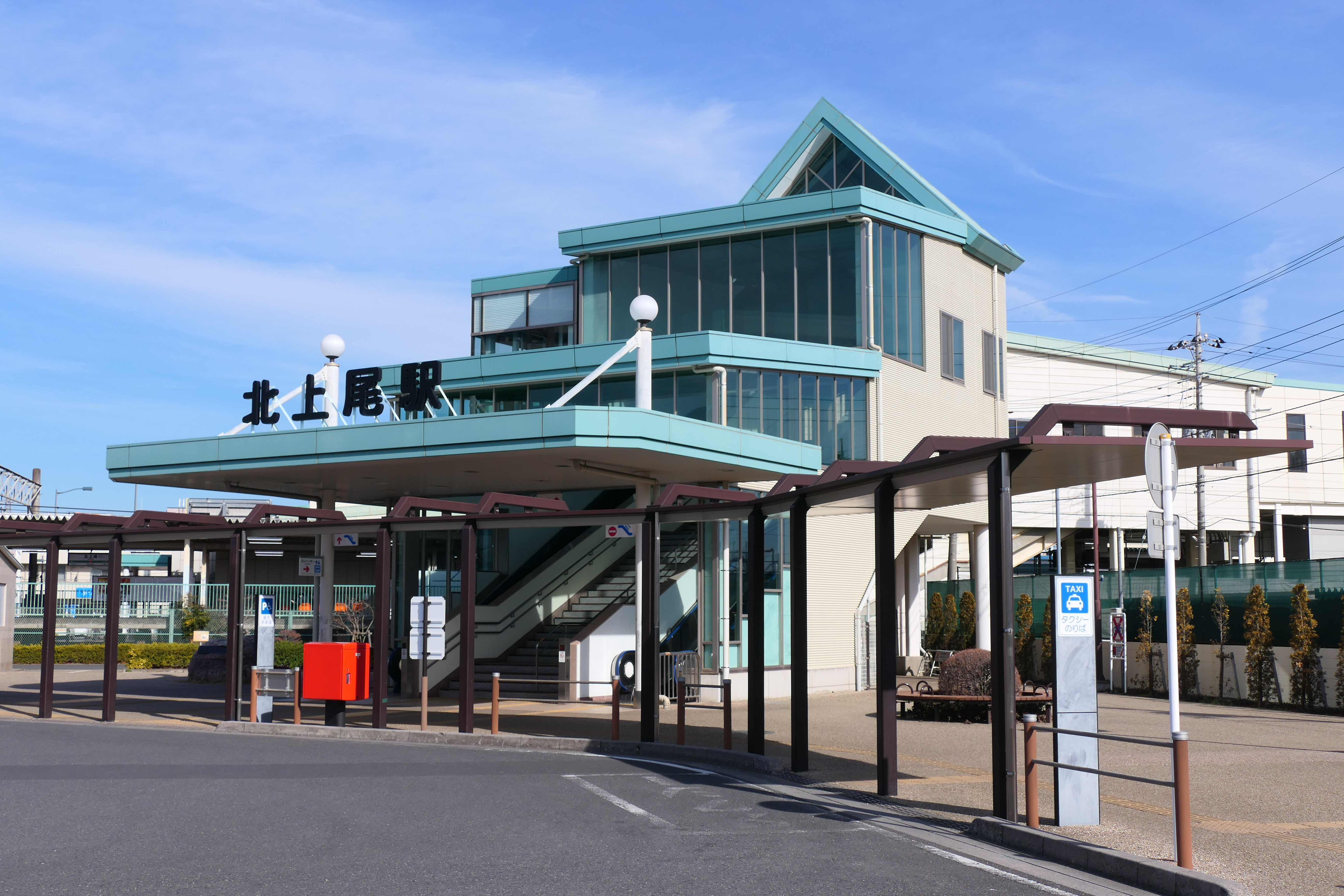
西口（2021年2月）

北上尾駅（きたあげおえき）は、埼玉県上尾市原新町にある、東日本旅客鉄道（JR東日本）高崎線の駅である。

## 歴史
以前は、西口駅前に「これでいいのか北上尾」といった大きく書かれたメッセージを確認する事ができた（イチコー興産が設置、西口広場の再整備の際に撤去）。当駅は旧国鉄民営化後きわめて早い時期に開業した駅の一つであり、その誘致にあたっては、地域住民はもちろん地元各界に様々な議論を呼んだ経緯がある。
当駅に隣接する埼玉県立上尾高等学校は、駅開業に合わせた開発の際に、はじめは駅に隣接したテニスコート2面を移転する案が出されたが、やがて全校を移転する計画が持ち上がった。高校側は強硬な反対運動を行い、テニスコートのみの移転案も拒絶し、移転を前提とした西口開発は頓挫した。市は止む無く駅を桶川側に20メートル移転した。また、線路脇の市道の廃止を巡って市民団体による取り消し訴訟も起こされた。
埼玉県立上尾高等学校教諭、埼玉高等学校教職員組合委員長の田島俊夫らは、反対運動の先鋒に立ち、開業式典では黒い風船に「疑」という文字を書き込んで、空に向けて放なった。なお、学校移転の反対運動は駅の開業後も継続された。
1988年2月に執行された上尾市長選挙では駅建設推進派である現職市長が敗れ、市民団体が擁立した駅建設見直し派が当選したため、駅の建設は1988年5月に一時中断することとなったが、程なくして早期開業へ方針を転換し、同年11月開業を目標に7月に建設が再開され、予定よりやや遅れた12月17日に開業した。
また、駅新設に当たっては、地元企業と市役所の間で贈収賄事件が発生し、市から大量の懲戒処分及び懲戒免職者を出していた。このため、西口は暫定ロータリーのまま20年間放置されていたが、東口の区画整理の進展により合わせて西口も再整備され、2008年（平成20年）に完成した（完成と共に先のメッセージは撤去された）。
開業時からエスカレーターやエレベーターは長らく設置されていなかったが、2006年（平成18年）度より上尾市のバリアフリー化事業の一環として、駅舎南側階段をエスカレーター・エレベーターに転換する工事を行い、2007年（平成19年）2月3日に使用が開始された。なお当駅はホームが狭いため、工事期間中は工事帯となる階段周辺を外側に仮拡幅し、工事を行った。続いて東西両側の駅前広場整備に合わせ、駅舎と駅前を結ぶ階段にエスカレーター・エレベーターと公共トイレを増設する工事が行われ、2008年（平成20年）に完成した。この工事で、西口は駅舎の形状が大きく変更され（工事前は東口に似たデザインで有るものの、北向き階段のみ建設され、民有地を避けるようにそれに直角に接続する簡素な造りのひな壇状の階段があるだけだった）、東口もデザインが変わっている（画像を参照）。
橋上駅舎内には、開業時にキヨスク（旧・鉄道弘済会北上尾店）とそば屋（旧・高鉄開発北上尾そば店）があったが、現在はNewDaysミニ北上尾1号店になっている。

### 年表
- 昭和30年代：上尾市の計画図に「町谷駅[注釈 3]」が上尾駅 - 桶川駅の中間点に記載される[12]。
- 1986年（昭和61年）
  - 3月：上尾市長が市議会にて上尾駅 - 桶川駅間の新駅設置構想を表明する[13][注釈 4]。同年6月には満場一致で採択され、国鉄の高崎鉄道管理局長へ新駅設置を請願した。
  - 5月31日：（仮称）北上尾駅建設促進期成同盟会（以下同盟会）が結成される[14][13]。上尾市長が同盟会の会長に就任する。
  - 10月：新駅設置について、高崎鉄道管理局長が国鉄本社に上申する。
- 1987年（昭和62年）
  - 1月31日：国鉄が上尾 - 桶川駅間の新駅設置を承認する[12]。翌月には新駅設置に関する協定を締結する[13]。
  - 4月1日：国鉄が民営化に移行され、東日本旅客鉄道（JR東日本）が発足する。新駅はそのままJR東日本に引き継がれた。
  - 7月1日：同盟会が新駅の名称を市の広報を通じて一般募集する[15]。
  - 8月20日：新駅の起工式が挙行され、工事に着手された[15][12][16]。
  - 10月：同盟会が新駅の募金活動を開始する[17]。また、同月に同盟会が新駅建設に関する機関紙の「マイタウンマイステーションニュース」第1号を発行する（4号まで発行）[17]。
  - 11月：駅舎の建設工事に着手する[17]。
- 1988年（昭和63年）
  - 3月：同盟会が駅名の候補を213件の応募の中から1位の「北上尾駅」、2位の「新上尾駅」、4位の「上尾公園駅」の3案に絞り、JR東日本に要望する[18]。なお、3位は「原新町駅」、5位は「上尾高校前駅」であった。
  - 5月19日：駅の建設工事が中断する[12]。
  - 7月13日：駅の建設工事に再着手する[12]。
  - 12月8日：JR東日本が新駅の名称を「北上尾駅」に正式に決める[19]。
  - 12月17日：開業[2]。JR化後初の請願駅で、日本において昭和における最後の新駅開業となった。
- 1989年（平成元年） 8月：北上尾駅汚職事件発生。賄賂が発覚し、全国紙やテレビニュースに連日のように報道される[8][9][注釈 5]。
- 1991年（平成3年）2月28日：同盟会を解散する[20]。
- 1995年（平成7年）1月24日：自動改札機を設置し、供用開始[21]。
- 2001年（平成13年）11月18日：ICカード「Suica」の利用が可能となる[広報 1]。
- 2006年（平成18年）：ホームを仮拡幅、南側階段のエスカレーター転換工事を着工。
- 2007年（平成19年）
  - 2月3日：改札内エスカレーター・エレベーターの供用開始[22]。
  - 月日不詳：西口駅前広場整備と西口バリアフリー事業（エスカレーター・エレベーター設置）、東口駅前広場整備事業施行。ホーム屋根の延長を行う。
- 2008年（平成20年）
  - 3月：東西両側駅前広場の再整備が竣工。
  - 6月：東口バリアフリー事業施行。
- 2009年（平成21年）11月：あげおイルミネーションが開催され、駅が電飾で飾られるようになる[23]。
- 2010年（平成22年）6月1日：この日から発車メロディが「上尾市歌」に変更[24]。
- 2014年（平成26年）11月30日：この日をもってみどりの窓口が営業を終了。
- 2016年（平成28年）3月10日：早朝無人化[25]。

## 駅構造
相対式ホーム2面2線を有する地上駅で、橋上駅舎を有している。鉄骨構造で延床面積は596 m2である。ホームの延長は310 m、幅員は3.5 - 5.5 mである。相対式ホームの駅は高崎線では唯一である。自由通路の幅員は6 mである。海抜は18.749 mである。
プラットホーム及び東西改札外にはエスカレーターとエレベーターが設置されている。改札内には車椅子対応トイレ（多機能トイレ設置）がある他、東口・西口両駅前広場には公衆トイレも設置されている。多機能トイレ設置とともに音声案内が開始された。
高崎支社所属熊谷統括センター管轄上尾駅管理で、JR東日本ステーションサービスが業務を受託する業務委託駅である。指定席券売機、Suica対応自動改札機が設置されている。2016年3月10日より、始発から午前6時30分までの間は遠隔対応のため改札係員は不在となり、一部の自動券売機のみ稼働する。また、駅舎内(改札外)にはコンビニエンスストアのNewDaysミニ北上尾1号店が設置されている。
みどりの窓口は2014年（平成26年）11月30日をもって営業を終了した。

### のりば
| 番線 | 路線             | 方向 | 行先                       |
| ---- | ---------------- | ---- | -------------------------- |
| 1    | ■ 高崎線         | 上り | 大宮・東京・新宿・横浜方面 |
| 1    | ■ 湘南新宿ライン | 上り | 大宮・東京・新宿・横浜方面 |
| 1    | ■ 上野東京ライン | 上り | 大宮・東京・新宿・横浜方面 |
| 2    | ■ 高崎線         | 下り | 熊谷・高崎・前橋方面       |

（出典：JR東日本:駅構内図）
- 発車メロディは、2010年6月1日より、「上尾市歌」の歌い出しの部分をアレンジしたものが使用されている。[27]。それ以前は櫻井音楽工房が制作した曲、2004年3月以前は東洋メディアリンクスが制作した曲、1995年3月頃には、GT-Kが制作した曲が使用されていた。
- 湘南新宿ラインの列車は新宿駅を経由して大船駅から、上野東京ラインの列車は上野駅を経由して東京駅から東海道線へ直通する。

| 使用時期                                     | 1番線         | 2番線       |
| -------------------------------------------- | ------------- | ----------- |
| 1995年（平成7年）3月頃                       | GT-K2         | GT-K4       |
| 1995年（平成7年）3月頃~2004年（平成16年）3月 | Water crown   | Water crown |
| 2004年（平成16年）3月~2010年（平成22年）6月  | See you again | Twilight    |
| 2010年（平成22年）6月~                       | 上尾市歌A     | 上尾市歌A   |

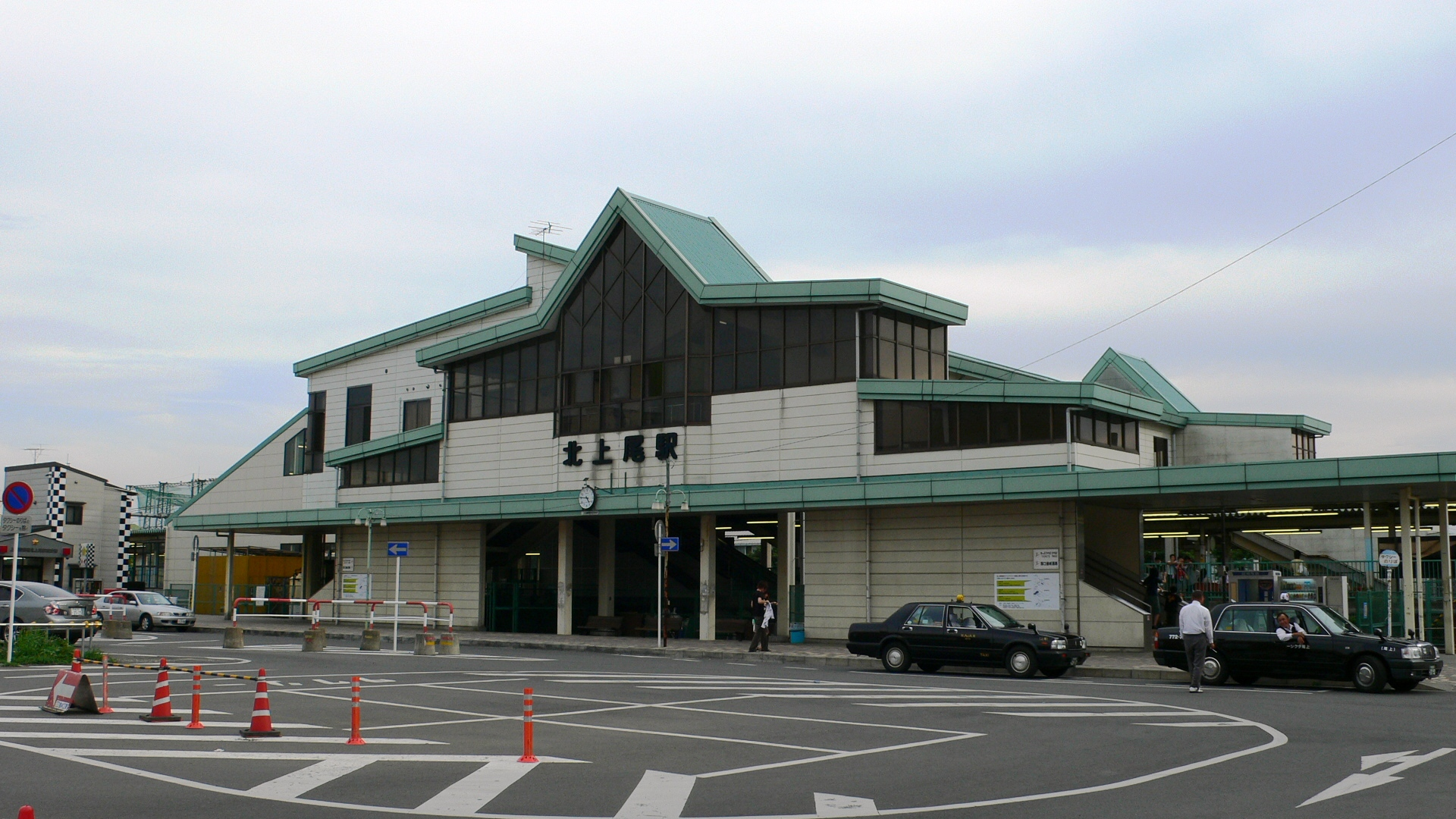
開業当初の東口外観。後にエレベーターが設置されて外観が変化している。（2007年6月）
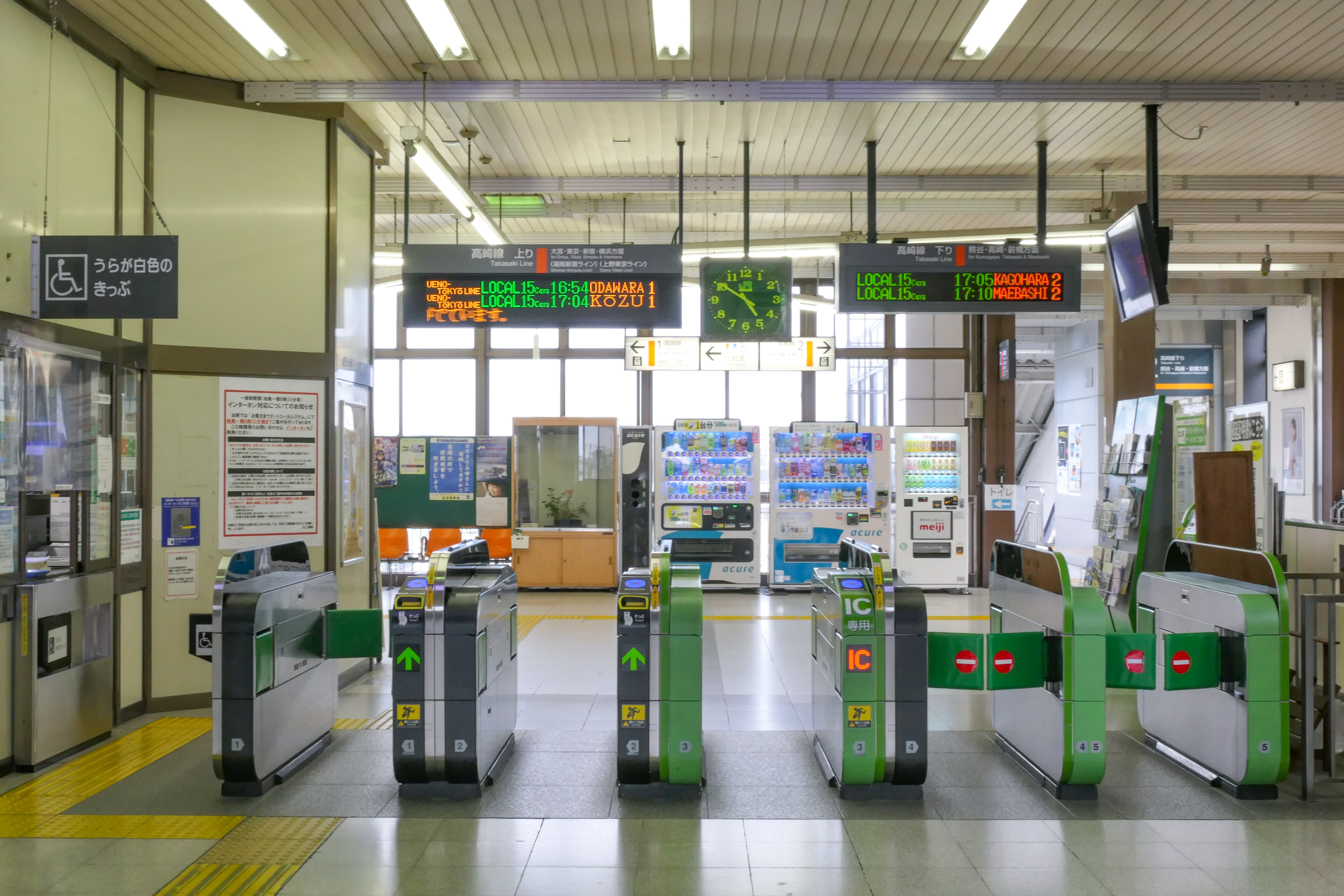
改札口（2021年7月）
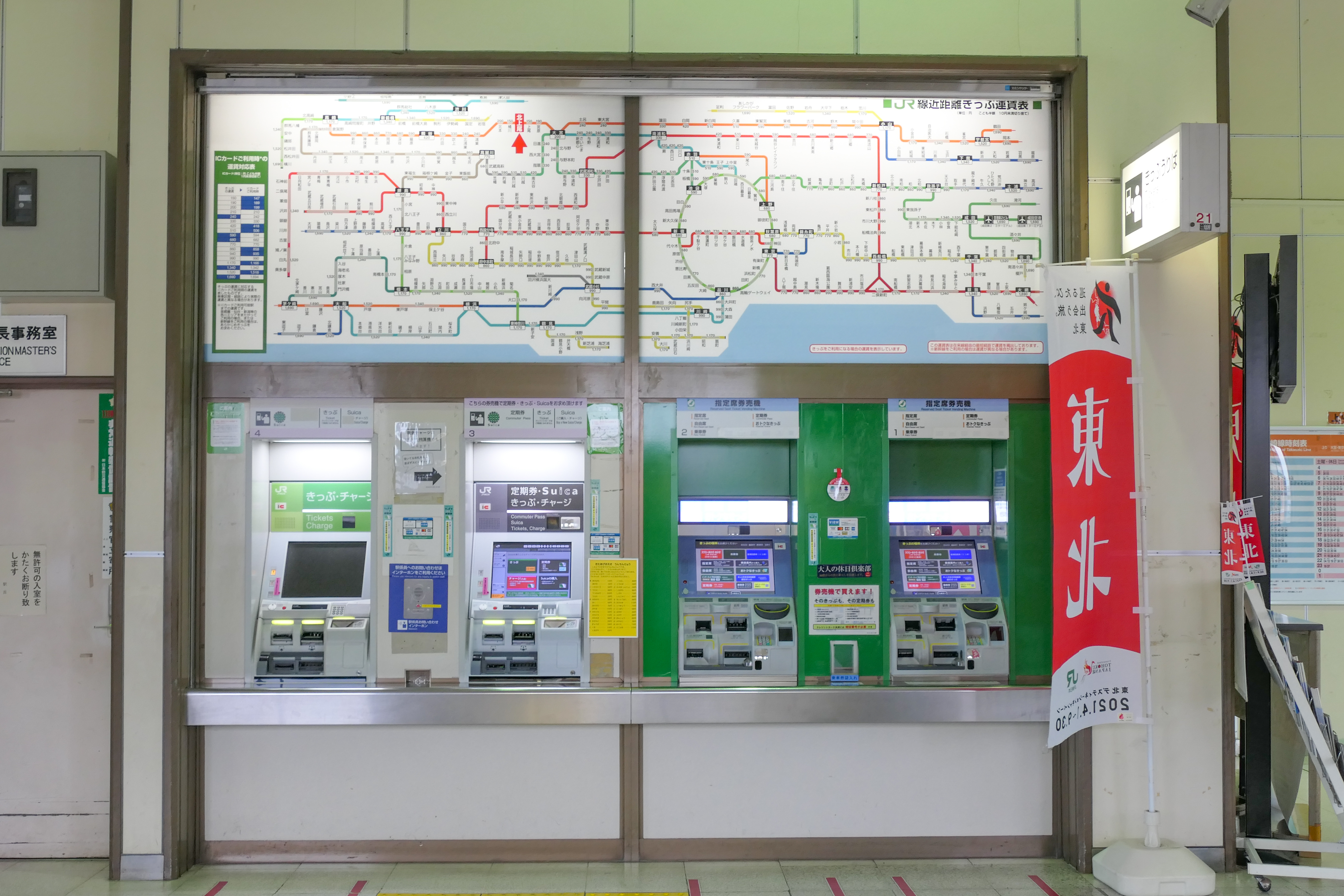
自動券売機（2021年8月）
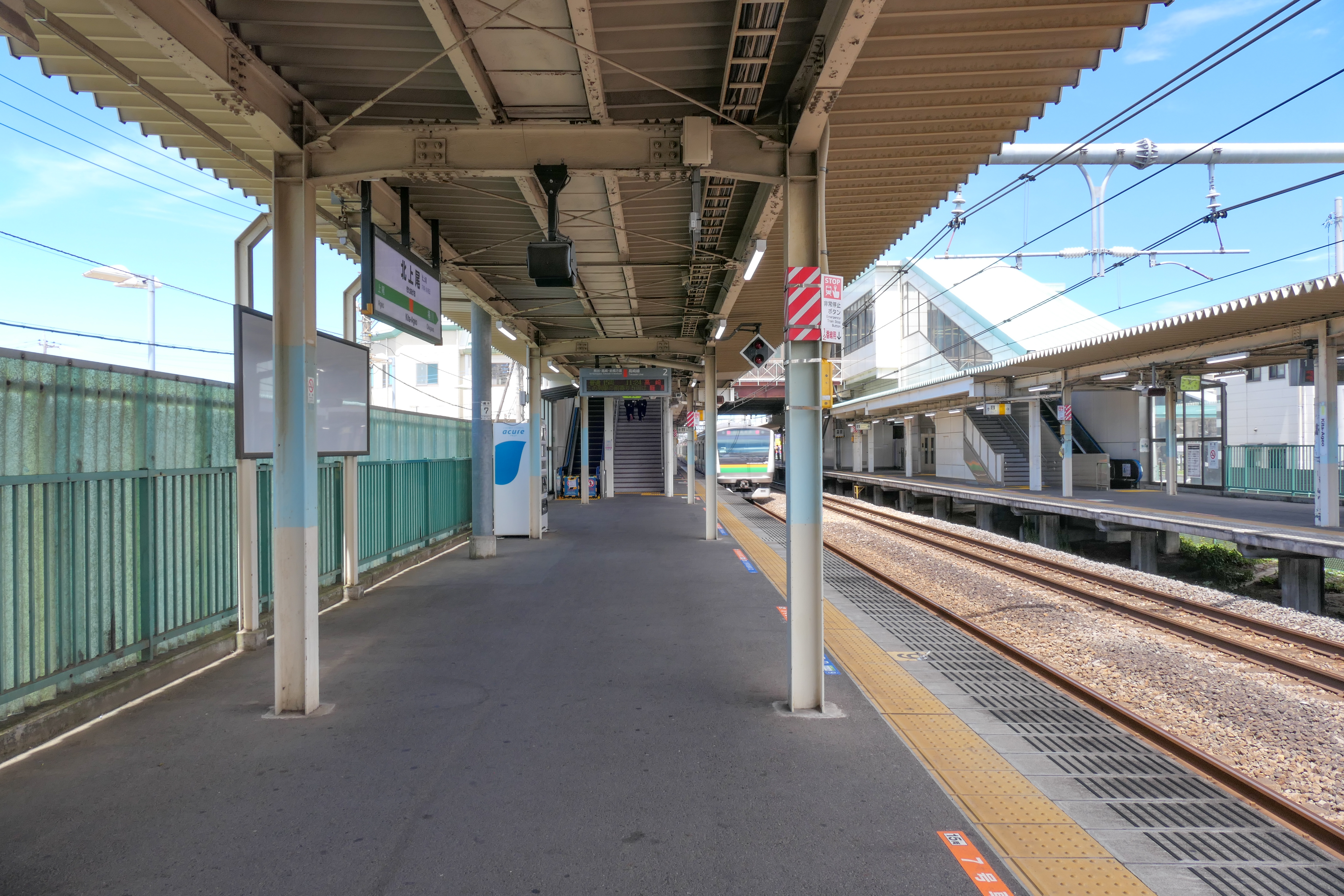
ホーム（2021年8月）

## 利用状況
2023年度（令和5年度）の1日平均乗車人員は14,207人である。
1989年度（平成元年度）以降の1日平均乗車人員の推移は以下の通り。
| 年度               | 1日平均乗車人員 | 1日平均乗車人員 | 1日平均乗車人員 | 出典              |
| 年度               | 定期外          | 定期            | 合計            | 出典              |
| ------------------ | --------------- | --------------- | --------------- | ----------------- |
| 1989年（平成元年） | 1,225           | 4,348           | 5,573           | [ 上尾 1 ]        |
| 1990年（平成02年） | 1,549           | 5,494           | 7,043           | [ 上尾 1 ]        |
| 1991年（平成03年） | 1,848           | 6,268           | 8,116           | [ 上尾 1 ]        |
| 1992年（平成04年） | 1,889           | 7,057           | 8,956           | [ 上尾 1 ]        |
| 1993年（平成05年） | 1,995           | 7,506           | 9,501           | [ 上尾 1 ]        |
| 1994年（平成06年） | 2,002           | 7,960           | 9,962           | [ 上尾 1 ]        |
| 1995年（平成07年） | 2,028           | 8,181           | 10,209          | [ 上尾 1 ]        |
| 1996年（平成08年） | 2,105           | 8,331           | 10,436          | [ 上尾 1 ]        |
| 1997年（平成09年） | 2,121           | 8,318           | 10,439          | [ 上尾 1 ]        |
| 1998年（平成10年） | 2,079           | 8,117           | 10,196          | [ 上尾 1 ]        |
| 1999年（平成11年） | 2,075           | 8,127           | 10,202          | [ 埼玉県統計 1 ]  |
| 2000年（平成12年） | 2,332           | 8,244           | 10,575          | [ 埼玉県統計 2 ]  |
| 2001年（平成13年） | 2,517           | 8,662           | 11,178          | [ 埼玉県統計 3 ]  |
| 2002年（平成14年） | 2,720           | 9,103           | 11,824          | [ 埼玉県統計 4 ]  |
| 2003年（平成15年） | 2,873           | 9,390           | 12,263          | [ 埼玉県統計 5 ]  |
| 2004年（平成16年） | 2,923           | 9,530           | 12,453          | [ 埼玉県統計 6 ]  |
| 2005年（平成17年） | 2,970           | 9,944           | 12,914          | [ 埼玉県統計 7 ]  |
| 2006年（平成18年） | 3,066           | 10,154          | 13,221          | [ 埼玉県統計 8 ]  |
| 2007年（平成19年） | 3,131           | 10,344          | 13,476          | [ 埼玉県統計 9 ]  |
| 2008年（平成20年） | 3,222           | 10,617          | 13,839          | [ 埼玉県統計 10 ] |
| 2009年（平成21年） | 3,195           | 10,695          | 13,890          | [ 埼玉県統計 11 ] |
| 2010年（平成22年） | 3,188           | 10,983          | 14,172          | [ 埼玉県統計 12 ] |
| 2011年（平成23年） | 3,223           | 11,188          | 14,411          | [ 埼玉県統計 13 ] |
| 2012年（平成24年） | 3,383           | 11,368          | 14,752          | [ 埼玉県統計 14 ] |
| 2013年（平成25年） | 3,424           | 11,726          | 15,150          | [ 埼玉県統計 15 ] |
| 2014年（平成26年） | 3,462           | 11,499          | 14,962          | [ 埼玉県統計 16 ] |
| 2015年（平成27年） | 3,548           | 11,849          | 15,397          | [ 埼玉県統計 17 ] |
| 2016年（平成28年） | 3,545           | 11,949          | 15,495          | [ 埼玉県統計 18 ] |
| 2017年（平成29年） | 3,592           | 12,139          | 15,731          | [ 埼玉県統計 19 ] |
| 2018年（平成30年） | 3,604           | 12,179          | 15,784          | [ 埼玉県統計 20 ] |
| 2019年（令和元年） | 3,472           | 12,248          | 15,721          | [ 埼玉県統計 21 ] |
| 2020年（令和02年） | 2,353           | 9,825           | 12,179          |                   |
| 2021年（令和03年） | 2,784           | 10,062          | 12,846          |                   |
| 2022年（令和04年） | 3,266           | 10,468          | 13,734          |                   |
| 2023年（令和05年） | 3,530           | 10,677          | 14,207          |                   |

## 駅周辺

### 東口
東側は住宅地の中に後から駅を建設したため、開業からしばらく、駅東口から埼玉県道164号鴻巣桶川さいたま線（旧中山道）に通じる道路の幅員は、乗用車がようやくすれ違えるほどしかなく、路線バスの乗り入れができない事から、乗り換えには旧中山道まで徒歩で移動しなければならなかった。駅前も三角形の狭小な駅前広場にタクシーが数台停まればいっぱいのロータリーがあるだけで、周囲に民家が立ち並んでいた。
このため、上尾市は東口の原新町を区画整理することを決定、1991年（平成3年）度より2002年（平成14年）度を予定して施行されたが、事業はかなり遅れ、地区計画の決定は1998年（平成10年）度であり、完成は2012年（平成24年）11月となった。
区画整理により、2008年（平成20年）3月に歩道付き2車線の道路（北上尾東口線・幅員22 m）とロータリーを有する新たな駅前広場が開設された。東口の南側階段付近に「上尾市原新町土地区画整理事業竣功記念」と記された記念碑が設置され、北上尾駅竣工当時の狭い駅前広場や、ロータリー新設工事の様子の写真も掲載されている。旧中山道の向かいには、2000年（平成12年）11月16日に上尾公園（上皇明仁の婚礼を祝し1963年に民有地を借用して開園した公園で、「プリンス公園」の通称で親しまれた。1998年に上平公園の開園に伴って閉園し、現在も記念碑が残る）跡地に大型ショッピングモール「P･A･P･A上尾ショッピングアヴェニュー」が開業しており、駅前通りは旧中山道と交差し、ショッピングモールの中央部を通って国道17号（中山道）へ至り、さらに市道緑丘南線（幅員18 m）と一体化している。旧中山道も道路幅員が16 mと狭いため、区画整理に合わせて拡幅された。また駅前には上尾中央総合病院の施設である「中央腎クリニック」が開業した。駅周辺には他に歯科や皮膚科などが開業しており、医療地帯の様相を呈している。一方、駅開業当初から、駅前に広い市営駐輪場が置かれおり、区画整理によってやや位置を変えつつ、現在も営業している。市制施行65周年を記念して、東口駅前ロータリーに「アッピーガーデン」と称される市のマスコット「アッピー」を模した花壇が2023年5月23日に整備された。
- 北上尾駅前郵便局
- 上尾警察署北上尾駅前交番
- PAPA上尾ショッピングアヴェニュー

  - プリンセス棟
    - ザ・ダイソー
    - 生鮮市場TOP
    - ジェーソン

  - プリンス棟
    - ノジマ
    - イオンバイク
    - ドン・キホーテ
    - GU
    - ブックオフスーパーバザー
    - あげおエフエム（あいラジ）スタジオ[33]

  - アネックス棟
    - コナミスポーツクラブ北上尾
- 原新町公民館
- 原新町北公園
- 原新町南公園

### 西口
駅西口は埼玉県立上尾高等学校に隣接しており、開業当初から通学利用者が多い様である。昭和40年代の浅間台土地区画整理事業は、新駅設置を想定して実施されたため、開業当初から片側一車線の道路（北上尾西口線）が通じており、ロータリーも暫定的ながら確保されていた。その道路は将来的に西宮下中妻線（並木通り）までの区間を、幅員22メートルに拡幅する計画がある。西口広場は2008年（平成20年）3月まで駅バリアフリー化工事と同時に再整備され、駅舎とバス停が一体化した。
路線バスは、上尾市内循環バス「ぐるっとくん」が乗り入れる(東口も同様)。
- ブリヂストンサイクル本社
- ヤマト運輸上尾中妻センター
- 埼玉縣信用金庫上尾西支店
- 中妻第一公園
- 浅間台第一公園
- 保育園アミ・クレイシュ

## バス路線

### 北上尾駅西口
ぐるっとくんの路線バスが発着する。
- 大石桶川線・大石領家北上尾線：上尾駅西口行

### 北上尾駅東口
ぐるっとくんの路線バスが発着する。以前はけんちゃんバス（丸建自動車）も2010年2月11日より発着していたが、2012年3月31日限りで廃止された（詳細は当該記事を参照）。
- 上平箕の木循環・上平菅谷北上尾線：上尾駅東口行

### 北上尾駅入口
国際興業バスの深夜急行バスが発着する。
- ミッドナイトアロー上尾・鴻巣：鴻巣駅東口行 ※降車専用

## 隣の駅
東日本旅客鉄道（JR東日本）
■高崎線
■特別快速・■快速「アーバン」
通過
■普通
上尾駅 - 北上尾駅 - 桶川駅

### 記事本文